# محمد رزق (فنان)
محمد محمود السيد رزق (1937 - 2008) هو نحات وفنان تشكيلي مصري، اقام العدد من المعارض الشخصية والجماعية في داخل مصر وخارجها.

## حياته
ولد محمد رزق في قرية سيف الدين بالقرب من مدينة دمياط عام 1937، منذ صباه كان لديه الكثير من المواهب منها نظم الشعر وكتابة القصص والعزف على الناي والرسم، بعد تخرجه من الثانوية العامة انتقل إلى القاهرة عام 1957 بحثاً عن عمل هناك، حيث بدأ حياته عاملاً في شركة الحديد والصلب، وكان أثناء أوقات الاستراحة يمارس الرسم، فشاهده احد رؤساءه في العمل، فعُين في العلاقات العامة ورسامًا عام 1959، بدأ يجمع قصاصات النحاس من المصنع يرسم على سطحها بالمطرقة وجوه فتيات قرويات، فتلقى تشجيع كبير من والدته ورؤساءه في العمل، أقام أول معرض شخصي له عام 1964، وترك النشاط الأدبي والعزف، بعدها حصل على منحة تفرغ لمدة 7 سنوات من عام 1965 حتى عام 1972، ثم قرر بعد ذلك السفر لأوروبا للقيام بجولة في العواصم الأوروبية لزيارة المتاحف والمعارض، وبعد عودته من السفر اصبح مستشارًا فنيًا في شركة (سيجال) للمصنوعات المعدنية المنزلية، ثم حصل على منحة تفرغ لمدة عامين من عام 1977 حتى 1980، حيث استطاع خلالها إقامة العديد من الأعمال في الأماكن العامة، مثل (مبنى جامعة الدول العربية في القاهرة، وجدران مبنى شركة الحديد والصلب، ومدخل مبنى جريدة الأهرام، ومقر القيادة العامة للقوات المسلحة وشركة مصر للطيران)، ثم سافر الى الولايات المتحدة عام 1987 لمدة 4 سنوات اقام سلسلة من المعارض في خمس ولايات، عاد بعد ذلك الى القاهرة عام 1991، ليكمل دراسته في كلية التربية الفنية بجامعة حلوان، وتخرح منها عام 1992، رسم أولى لوحاته عن السقا.

## الأسلوب
كان يشكل لوحاته النحاسية بأسلوب تعبيري زخرفي، تغلب عليها الرقة والشاعرية، حتى اطلق عليه لقب (شاعر اللوحات النحاسية)، تنبض أعماله بواقع حياة الريف وتقاليد مصر، مثل: حسناوات الريف يحملن الجرار، وأبناء الصعيد وهم يتبارزون بالعصى، والفلاحين وهم يجمعون المحاصيل، والخيول العربية.

## جوائز
- حائز على جائزة تشجيعية من وزارة الثقافة عام 1962.
- حائز على جائزة تشجيعية من صالون الخريف عام 1965.

## المعارض
- معرض الفن والعمل عام 1966.
- معرض الفن المصري المعاصر - باريس 1968.
- بينالي الإسكندرية التاسع لدول حوض البحر المتوسط 1972.
- معرض النحت المصري المعاصر 1976.
- معرض الفن المصري المعاصر - بروكسل 1976.
- معرض شخصي في نادي المعادي - القاهرة 1979.
- معرض شخصي في نادي سبورتنج - الإسكندرية 1986.
- معرض الجامعة العربية (مؤتمر حقوق الإنسان العربي) - بيروت 1986.
- معرض في متحف التاريخ الطبيعي بمدينة دينفر 1987 .
- معرض شخصي في متحف التاريخ الطبيعي - بوسطن 1988.
- معرض شخصي في متحف منت - شارلوت 1989.
- معرض شخصي في متحف التاريخ الطبيعي - دالاس 1991.
- معرض شخصي في المركز الثقافي الإيطالي - القاهرة 1992.
- المعرض الخامس عشر في قاعة الفنون التشكيلية - دار الأوبرا المصرية 1997.
- معرض شخصي في المركز المصري للتعاون الثقافي الدولي (الدبلوماسيين الأجانب) - الزمالك 2002.
- حفل تأبين وتكريم خمسة فنانين من عيون الحركة الفنية المصرية ممن رحلوا خلال عام 2008 في 25 نوفمبر 2008.